# 공군군가
공군군가는 중화민국 공군을 대표하는 군가로 육군군가, 해군군가와 함께 국가행사에서 자주 연주되는 곡이다.

## 가사(한국어, 중국어)
```
凌雲御風去
구름 바람 가르며
報國把志伸
보국의 뜻 펼치네
遨遊崑崙上空
쿤룬 위를 날며
俯瞰太平洋濱
태평양을 굽어보아라
看五嶽三江雄關要塞
오악삼강의 웅장하고 험준한 요새를 보라
美麗的錦繡河山
아름다운 금수강산이
輝映著無敵機群
무적의 항공편대 빛내네
緬懷先烈莫辜負創業艱辛
선열들의 창업 고난 잊지 말자
發揚光大尤賴我空軍軍人
더 큰 발전은 우리 공군 군인에 달렸다!
同志們努力努力
동지들, 노력하고 노력하자!
```

## 같이 보기
- 육군군가(陸軍軍歌)
- 해군군가(海軍軍歌)
- 황포군교교가(黄埔軍校校歌)
- 황포군혼(黃埔軍魂)
- 대도진행곡(大刀進行曲)
- 충의지가(忠義之歌)
- 아문애국기(我們愛國旗)
- 장지능소(壯志凌霄)